# درنة أندنس

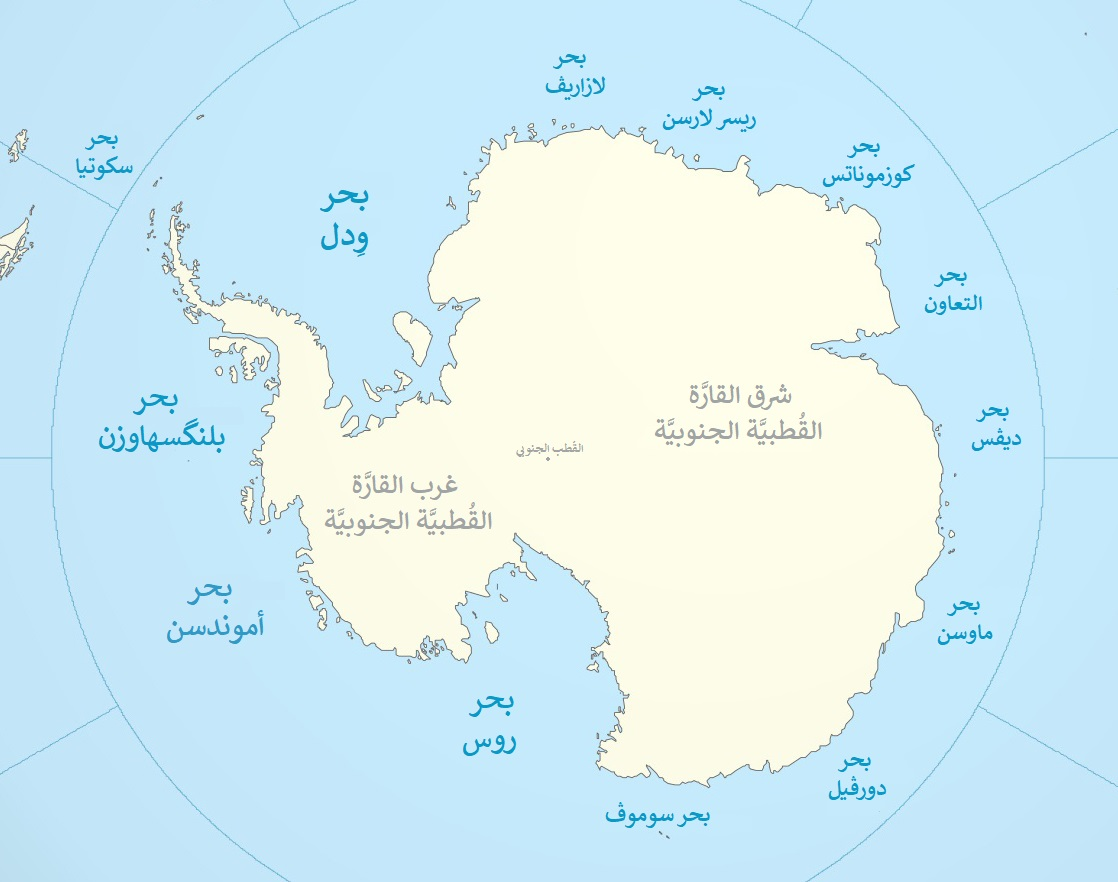
بحر ودل في الجزء الشمالي الغربي من القارة القطبية الجنوبية. موقع درنة أندنس الصخرية تقريبا تحت الجزيرة الساحلية المقابلة لكلمة Weddell sea.

درنة أندنس Andenes Knoll أو  درنة أندنس كنول هي نتوء صخري تحت سطح ماء البحر بالقرب من ساحل القارة القطبية الجنوبية. تشكل هذه الصخرة العميقة مع درنة إكسبلورا كنول ودرنة بولارشتيرن مجموعة من الشعاب الصخرية في شرق بحر ودل بالقرب من ساحل نوتس لاند في الجزء الشمالي الغربي من أنتاركتكا. 
ترجع تسمية تلك الصخرة إلى مهندس القياسات والباحث في علم الجليد الألماني «هاينريش هينسه» من معهد ألفريد فيغنر، واعترفت الصخرة بهذا الاسم في الأوساط العلمية الدولية في عام 1997. والتسمية «أندنس» Andenes تنتسب إلى سفينة البحوث النرويجية أندنس، وتم اكتشاف الدرنة الصخرية أثناء البعثة السابعة للسفينة أندنس بين عامي 1984 - 1985 والبعثة النرويجية التاسعة في أنتاركتيكا خلال العامين 1989 - 1990.

## اقرأ أيضا
- سفينة بحوث بولارشتيرن
- بحر ودل
- درنة بولارشتيرن
- درنة إكسبلورا
- أنتاركتكا